# Maskavas forštate
Maskavas forštate est un voisinage de la banlieue de Latgale à Riga en Lettonie.

## Géographie
Le quartier est situé au sud-est du centre-ville de Riga. 
Il borde les quartiers de Vecpilseta, Centrs, Avoti, Dārzciems, Ķengarags, Sala (via le pont ferroviaire et le Pont Salu) et Katlakalns (via le pont du sud).
Les limites de Maskavas forštate sont le fleuve Daugava le long des quais de Zaķusala, le pont du sud, la rue Slāvu, la voie ferrée et le pont ferroviaire. 
La superficie totale de Maskavas forštate est de 7,594 km2, soit environ 40% supérieure à la superficie moyenne des quartiers de Riga. 
La longueur du périmètre du quartier est de 11 519 mètres.

## Urbanisme
- Église de Jésus de Riga
- Église Saint-Michel-Archange
- Maison de prière Grebenchtchikov
- Marché central de Riga
- Académie des sciences de Lettonie
- Jardin de la paix

## Enseignement supérieur
- École supérieure d'économie et de culture (lv)
- Académie internationale balte
- Institut des Transports et des Télécommunications
- École Supérieure de Gestion et des Systèmes d'Information

## Transports
- Bus: 	12, 18, 34
- Trolleybus: 15
- Tramway:	7